# 山梨県道203号初鹿野停車場線
山梨県道203号初鹿野停車場線（やまなしけんどう203ごう はじかのていしゃじょうせん）は、山梨県甲州市の中央本線甲斐大和駅（旧名：初鹿野駅）と国道20号を結ぶ一般県道である。

## 概要

### 路線データ
- 起点：山梨県甲州市大和町初鹿野（甲斐大和駅）
- 終点：山梨県甲州市大和町初鹿野（国道20号交点）

## 通過する自治体
- 山梨県甲州市

## 交差・接続する道路
- 国道20号（終点）

## 周辺
- 甲斐大和駅
- 甲州市立大和中学校
- 甲州市立大和小学校